# Silver Shoes (film)
Pour les articles homonymes, voir Silver Shoes.
Pour plus de détails, voir Fiche technique et Distribution.
Silver Shoes (littéralement : Chaussures d'argent) est un film néerlandais réalisé par Jennifer Lyon Bell, sorti en 2015.

## Synopsis
Le film comprend trois histoires érotiques explicites. Tout d'abord, Annabelle découvre le côté masculin de son amie Liandra et se laisse séduire par elle.

## Fiche technique
- Titre : Silver Shoes
- Réalisateur : Jennifer Lyon Bell
- Scénario : Jennifer Lyon Bell
- Producteur : Jennifer Lyon Bell, Marloes Meuzelaar
- Société de production : Blue Artichoke Films
- Musique : Viktor von Daphodil
- Pays de production :  Pays-Bas
- Langue d'origine : anglais
- Lieux de tournage : Amsterdam, Pays-Bas
- Genre : Drame
- Format : Couleurs
- Durée : 73 minutes
- Date de sortie : 
  - Royaume-Uni : 13 janvier 2015 (London Institute of Contemporary Arts)

## Distribution
- Liandra Dahl : elle-même
- Annabelle Lee : elle-même
- Joost Smoss : Joost
- Yvette Luhrs : l'invitée au brunch
- Frances Evelien Peters : l'invitée au brunch
- Jennifer Picken : l'invitée au brunch
- Michele de Saint : l'invitée au brunch
- Lenneke de Vos : l'invitée au brunch

## Distinctions
- 2015 Feminist Porn Award - Movie of the Year